# 刘台子满族乡
刘台子满族乡是中华人民共和国辽宁省葫芦岛市兴城市下辖的一个民族乡。

## 行政区划
刘台子满族乡下辖以下村级行政区划单位：
前刘台子村、盐锅村、潘山村、闫家村、山东村、山西村、蛇山村、蚂蚁村、李维村和凤鸣村。